# Discontinuidad de Lehmann

Esquema del interior de la Tierra.
1: corteza continental
2: corteza oceánica
3: manto superior
4: manto inferior
5: núcleo externo
6: núcleo interno
A: interfaz corteza-manto (discontinuidad de Mohorovičić, «Moho»)
B: interfaz núcleo-manto (discontinuidad de Gutenberg)
C: interfaz núcleo externo-interno (discontinuidad de Lehmann)
.

Se conocen por este nombre dos discontinuidades distintas, una situada entre las dos zonas del núcleo terrestre, y otra en el manto superior.
La discontinuidad de Wiechert-Lehmann-Jeffrys, más conocida como discontinuidad de Lehmann, es el límite entre el núcleo externo líquido y el núcleo interno sólido de la Tierra. Fue descubierto en 1936 por la sismóloga danesa Inge Lehmann al analizar los datos de propagación sísmica y notar una discontinuidad. Se halla a una profundidad media de 5155 km, dato que no se estableció con precisión hasta principios de la década de 1960.
También se llama discontinuidad de Lehmann a una discontinuidad sísmica (las ondas sísmicas procedentes de la corteza en este caso se aceleran cuando la atraviesan) situada en el manto superior, a unos 220 km de profundidad. Su presencia se detecta bajo los continentes pero no bajo los océanos.